# Blastomera

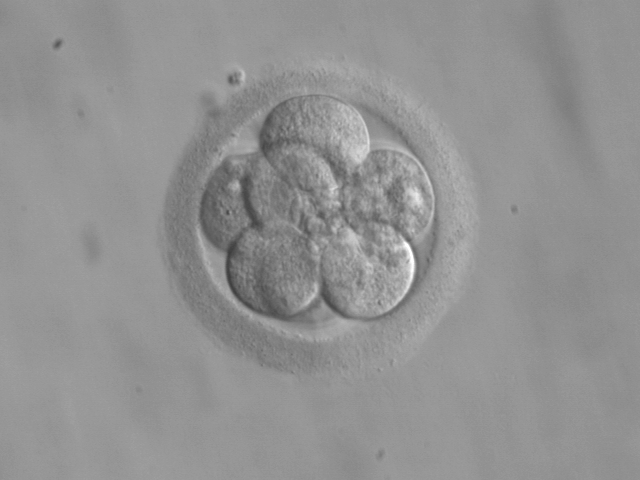
Osmibuněčné stadium (8 blastomer), vzniklé po trojím dělení vajíčka

Blastomera je buňka, která vzniká dělením oplozeného vajíčka, tedy zygoty. Blastomery se intenzivně mitoticky dělí (jev označovaný rýhování zygoty) a vytvoří již mnohobuněčný (asi 16-buněčný) útvar zvaný morula. Celkový objem všech blastomer v morule však je stejný, jako mělo původní oplozené vajíčko, protože blastomery nestíhají dorůstat a pouze se dělí (vynechávají interfázi). Později se do prostorů mezi blastomery dostává tekutina a z moruly vzniká blastula či blastocysta.